# Josef Winkler

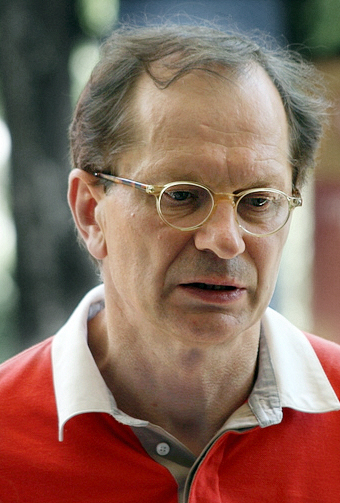
Josef Winkler

Josef Winkler (Kamering, 3 maart 1953) is een Oostenrijks schrijver. 
Hij werd in Karinthië geboren en woont in Klagenfurt. Van 1973 tot 1982 werkte hij voor het bestuur van de Universität für Bildungswissenschaften te Klagenfurt, maar was vanaf 1979 vrijgesteld. In die tijd organiseerde hij met Alois Brandstetter een literaire werkgroep en gaf hij het literaire tijdschrift Schreibarbeiten uit. Met zijn roman Menschenkind won hij in 1979 de prijs van de uitgever bij de Ingeborg-Bachmann-Preis, die in dat jaar naar Gert Hofmann ging. Zijn volgende twee romans, Der Ackermann aus Kärnten en Muttersprache, vormden samen met Menschenkind de trilogie Das wilde Kärnten.
Een belangrijk thema in Winklers werk is homoseksualiteit, en hij maakt gebruik van de werken van Jean Genet en Hans Henny Jahnn om zich in deze materie literair te oriënteren; uitgaande van zijn persoonlijke, autobiografische ervaringen, beschrijft hij de sociale en maatschappelijke implicaties van homoseksualiteit in de patriarchale, katholieke omgeving van Karinthië. Van Genet en Jahnn onderging hij verder ook de expressionistische uitdrukkingsvormen. Zijn laatste werk, Leichnam, seine Familie belauernd, is een verzameling van tachtig korte prozaschetsen. Josef Winkler is lid van de Grazer Autorenversammlung en de Interessengemeinschaft österreichischer Autorinnen & Autoren.

## Onderscheidingen
- Georg-Büchner-Preis van de Deutsche Akademie für Sprache und Dichtung 2008
- Großer Österreichischer Staatspreis 2007
- Franz-Nabl-Preis van de stad Graz 2005
- Alfred-Döblin-Preis 2001
- Otto-Stoessl-Preis 2001
- André-Gide-Preis 2000 – voor Wenn es soweit ist, (evenals voor de vertaler naar het Frans, Bernard Banoun)
- Berliner Literaturpreis 1996
- manuskripte-Preis van het Land Steiermark 1996
- Bettina-von-Arnim-Preis 1995
- Stadtschreiber von Bergen 1994/1995
- Kranichsteiner Literaturpreis 1990
- Anton-Wildgans-Preis 1980
- Uitgeverprijs van het Ingeborg-Bachmann-Wettbewerb 1979